# Wanguo Quantu

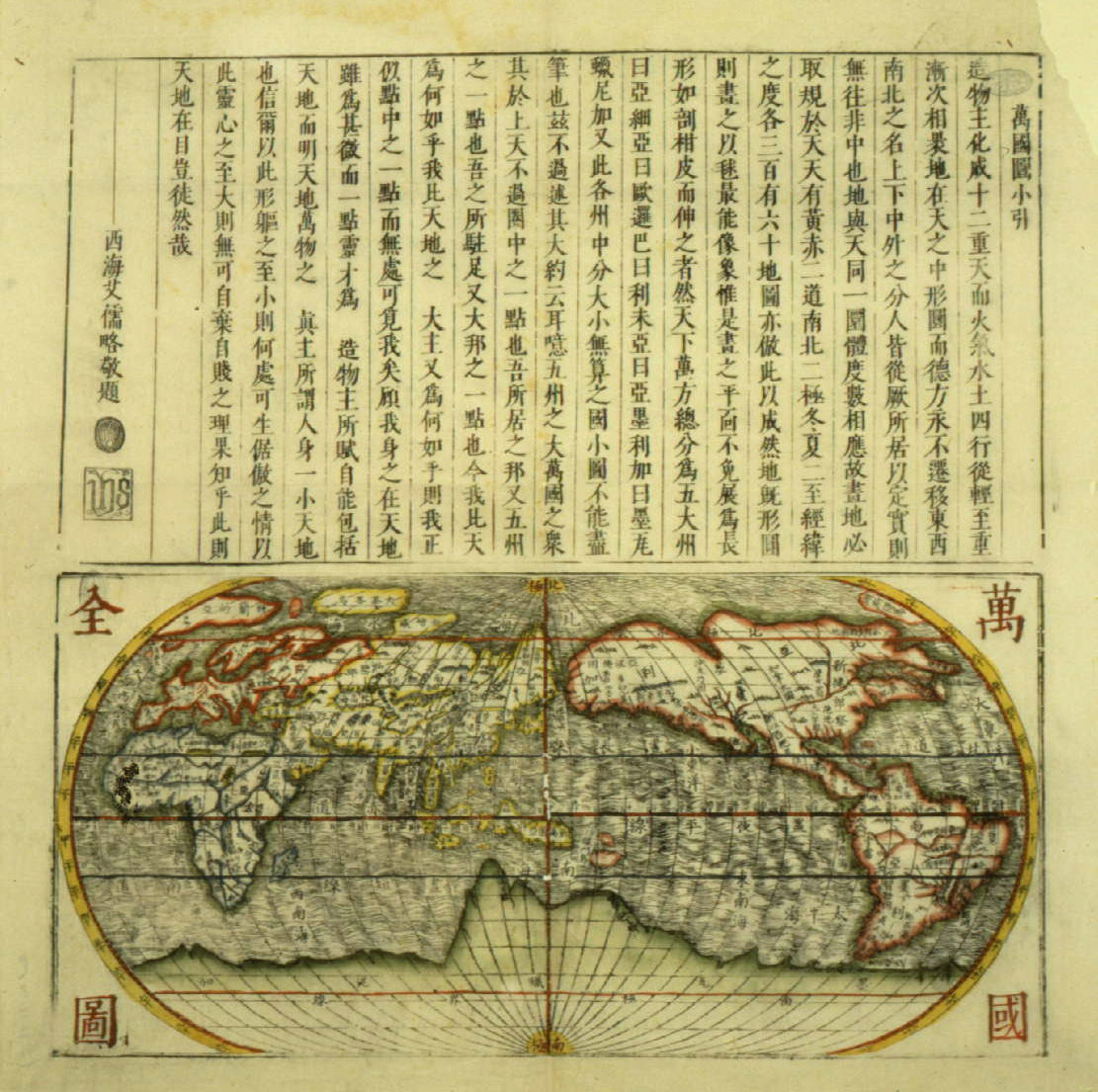
Mapa Wanguo Quantu, introducido por un aviso escrito por Giulio Aleni, cuyo nombre chino aparece en la firma en la última columna a la izquierda, sobre el símbolo jesuita IHS.

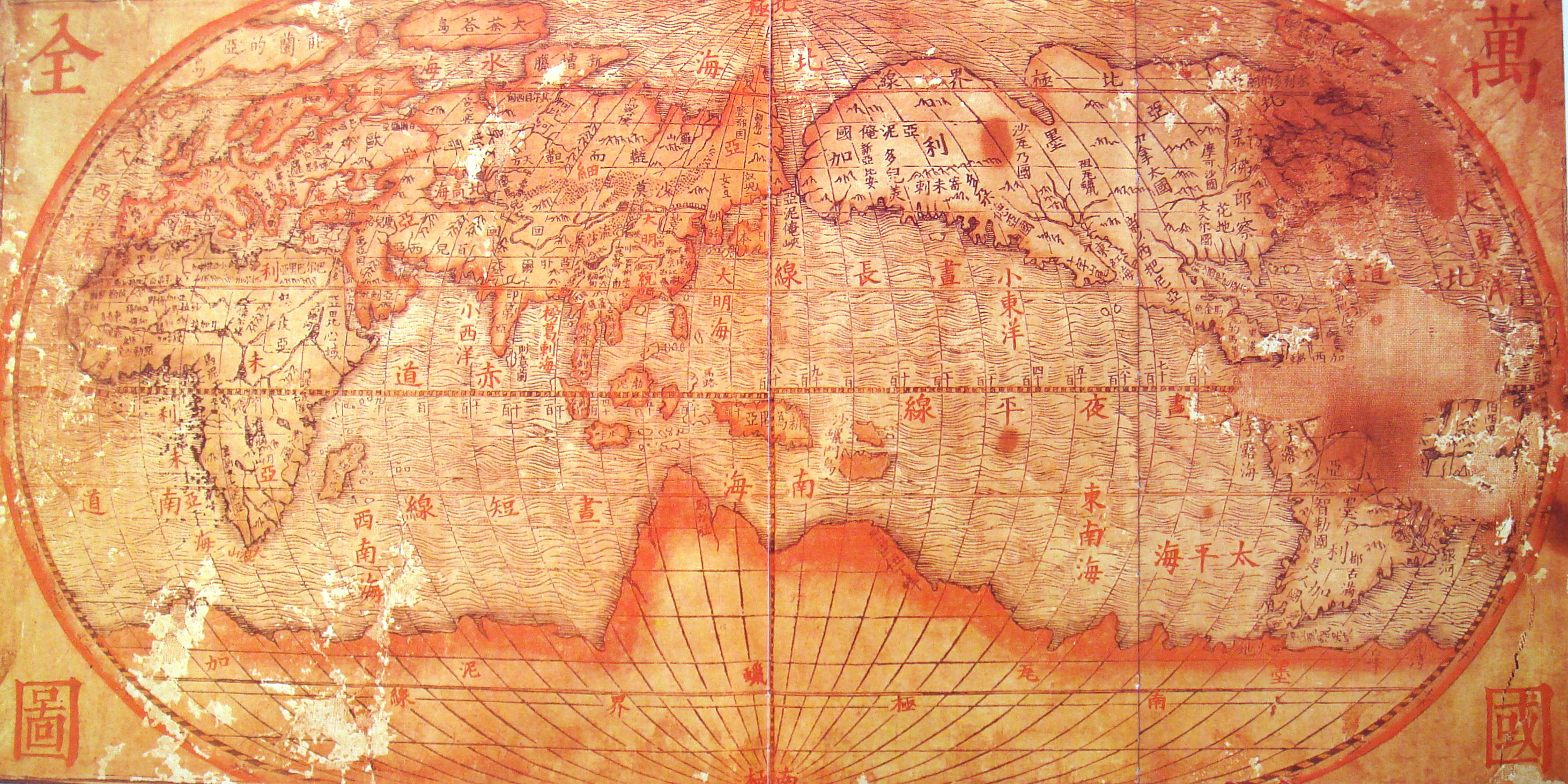
El Wanguo Quantu.

Wanguo Quantu o el Mapa completo de la miríada de países es un mapa desarrollado en la década de 1620 por el jesuita Giulio Aleni en la China Ming siguiendo el trabajo anterior de otro jesuita italiano, Matteo Ricci, que fue el primer jesuita en hablar chino y en publicar mapas del mundo en chino desde 1574 hasta 1603. 
Aleni modificó los mapas de Ricci para adaptarse a las demandas chinas de una proyección sinocéntrica, colocando el 'Imperio del Centro' (中國, Zhongguo) en el centro del campo visual.